# Psycheotrephes recta
Psycheotrephes recta is een zeekomkommer uit de familie Psychropotidae.
De wetenschappelijke naam van de soort werd in 1908 gepubliceerd door Clément Vaney.